# Witschubbige gordijnzwam
De witschubbige gordijnzwam (Cortinarius hemitrichus) is een schimmel behorend tot de Cortinariaceae. Hij vormt ectomycorrhiza met berken (Betula), maar kan ook voorkomen op wilgen (Salix). Hij komt voor op matig vochtige tot natte, bij uitzondering droge, humeuze, voedselarme tot matig voedselrijke grond..

## Kenmerken
Hoed
De hoed is 2 tot 4,5 cm in diameter. De vorm is breed, convex, met een platte of meer puntige umbo (soms ontbreekt de umbo). De hoed is hygrofaan. Bij vochtig weer is het oppervlak van de hoed bij jonge exemplaren bijna kastanjebruin, bij droog weer grijsbruin tot geelbruin. Het oppervlak is al snel zijdeachtig en de hoedrand bijna wit van floccose, witte fibrillen (deze worden gemakkelijk weggespoeld door regen), verder slechts heel licht witachtige fibrillose, uiteindelijk zelfs kaal. 
Lamellen
De lamellen zijn in de ver uit elkaar geplaatst, grijsachtig aardachtig, dan okerkleurig ijzerhoudend, later bijna kaneelachtig, breed gekerfd, 5 tot 8 mm breed, licht ventricose. 
Steel
De steel is cilindrisch, vrij slank, meestal enigszins krom, 30 tot 60 mm lang en 3 tot 8 mm dik. Het is lichtbruin van binnen met dunne, kronkelende vezels en uiteindelijk hol. Het is wit, bedekt met zijdeachtige fibrillen aan de oppervlakte, vaak met een kortstondige witte zone in het midden die slecht ontwikkeld kan zijn, verder bleek vuilgrijs, met staalgrijze tot violette tint aan de top. 
Geur en smaak
Het vruchtvlees is waterig bruin bij vochtig weer, daarna veel lichter, witachtig met een bruinachtige tint. Het heeft een milde smaak en is bijna geurloos. Het is oneetbaar.
Sporen
De sporen zijn geel tot roestbruin, eivormig, schuin gepunt, gekleurd en meten 7-8 × 4-5 μm.

## Verspreiding en leefgebied
De witschubbige gordijnzwam groeit in zowel loof- als naaldbossen, vaak onder berken, verspreid over Europa en Noord-Amerika.
In Nederland komt de witschubbige gordijnzwam algemeen voor. Hij staat niet op de rode lijst en is niet bedreigd.